# Trollhunters: El despertar de los titanes
Trollhunters: El despertar de los titanes es una película de fantasía en 3D de 2021 dirigida por Johane Matte, Francisco Ruiz Velasco, y Andrew Schmidt, y escrita por Marc Guggenheim junto con Dan y Kevin Hageman (quienes también produjeron la película).
La película es el final para la franquicia Cuentos de Arcadia de Guillermo del Toro, que cuenta con las series de televisión Trollhunters, 3Below y Wizards.
Un año después de los acontecimientos de Wizards, los Guardianes de Arcadia deben reunirse por última vez para luchar contra la nefasta Orden Arcana, que ha vuelto a despertar a los Titanes primordiales.
Se estrenó en Netflix el 21 de julio de 2021, y recibió críticas generalmente positivas por parte de los críticos.

## Trama
La Orden Arcana necesita a Nari para completar su ritual mágico, para acabar con ellos Douxie traza una emboscada en los trenes subterráneos de la ciudad usando la "radiación trifurcada" configurada por Krel, para dejar a los magos sin poder, sin embargo no acaba bien, Jim acaba herido de gravedad y en un último esfuerzo, Douxie cambia de cuerpo con Nari, dejándola en el suyo, sin que la Orden sepa del conjuro de Douxie. No obstante, la Orden huye con Douxie (en el cuerpo de Nari).
En un Camelot recién reconstruido, Jim se recupera de sus heridas y su madre, Barbara, revela su compromiso con el antiguo director de Jim, Strickler. Aja Tarron (la reina del planeta Akiridion-5) y Eli Pepperjack (el embajador de la Tierra) llegan a Camelot y se reúnen con Steve Palchuk, la pareja de Aja, y Krel, el hermano de ésta. Blinky Galadrigal (mentor y padre sustituto de Jim) habla sobre el plan de la Orden Arcana de volver a despertar a los Titanes. La Orden controlará a los seres para que lleguen al centro del universo (que es la ciudad natal de los héroes, Arcadia Oaks) y se unan con la Piedra Corazón (aunque la unión de los titanes con la Piedra Corazón, no se revela hasta más adelante), con lo que la tierra renacerá de nuevo a la edad de su primera creación, donde esta vez, la humanidad dejará de existir. En otro lugar, la Orden descubre el conjuro de Douxie y devuelve a los dos a sus cuerpos normales, pero no antes de que Nari avise a Jim de que el "Cazador de Trolls hace la novena configuración, la Cronoesfera lo arreglara". Los héroes entran en una mesa redonda y descubren que la Orden Arcana ya está preparando un ritual para romper los Sellos de la Génesis. Los héroes no consiguen destruir los sellos y el ritual se completa, por lo que los Titanes, controlados por cada miembro de la orden, han sido despertados.
Los héroes se dividen. Claire dirige un equipo (formado por Blinky, Archie, el familiar de Douxie, (Carlomagno, el padre de Archie) a Hong Kong para adquirir la Cronoesfera de un nuevo mercado de Trolls, donde el artefacto está en manos del líder de los TrollDragons, Zong-Shi; Krel, su compañero alienígena Stuart, Steve y Eli parten para recuperar Excalibur, mientras el resto de los héroes se esfuerzan por derrotar a los Titanes. El equipo de Claire consigue hacerse con la Cronoesfera, como consecuencia de la muerte de Zong-Shi. El equipo de Jim (formado por Aja y Toby) llega a Hong Kong junto con Akiridion Varvatos Vex, dentro de un gigantesco traje robótico de Robot Armado (un personaje de una serie de películas ficticias de la franquicia) diseñado por Eli. Sin embargo, a pesar de sus intentos, el traje es destruido por el Titán de Bellroc, aunque Vex escapa para ponerse a salvo.
Los héroes se reúnen y Douxie restablece el libre albedrío de Nari. Utiliza su Titán para matar a Skrael en el suyo, matándose ella también. Sin embargo, el Titán de Bellroc sigue marchando hacia Arcadia Oaks. Jim finalmente se da cuenta de que la novena configuración está destinada a representarle a él y a sus amigos, que ponen sus manos sobre la piedra, lo que permite a Jim sacar finalmente a Excalibur de la piedra. Los héroes se encuentran cara a cara con Bellroc, que resulta ser demasiado poderoso para los héroes. Cuando Jim se queda solo para enfrentarse a Bellroc, llega a aceptar que el amuleto nunca le convirtió en un héroe, ya lo era. El amuleto recién mejorado por Krel de Jim (creado con tecnología Akiridion, a partir de los planos originales que Merlín había utilizado cuando construyó el amuleto por primera vez) comienza a responder a Jim y vuela hacia él, dándole una armadura mágica/akiridion que puede invocar a Excalibur. Toby, tras recordar el generador de radiación antimagia de su primer encuentro con la Orden Arcana, lo utiliza en Bellroc, dando a Jim la oportunidad de golpear a Belloc con Excalibur al bajar celebró que habían derrotado a los titanes pero se dio cuenta de que faltaba Toby que había sido aplastado por activar el rayo antimagia Toby le dijo que había aprendido mucho con todos y muere, Aaaarghhh se enfadó y rompió la Cronoesfera.  
Jim, al darse cuenta de que la Cronoesfera está destinado a que Él viaje en el tiempo y evite cualquier suceso trágico que le haya ocurrido a Él y a sus amigos, se despide emocionado de sus amigos y viaja en el tiempo hasta la mañana en la que encontró el amuleto, donde decide hacer bien lo que hizo mal en el pasado recordándolo y también decidió que Toby fuera el próximo Cazatroles encontrando el amuleto bajo los canales como hizo antes, reiniciando toda la historia.  

## Producción

### Desarrollo
Mientras planificaban el final de Netflix/DreamWorks Animation saga Cuentos de Arcadia, los productores, queriendo que terminara con un crossover al estilo de Avengers-estilo crossover, debatieron sobre si concluirla con episodios adicionales de Wizards: Tales of Arcadia o con un largometraje, y finalmente optaron por hacerlo como película debido a que el formato cinematográfico les permitía "contar esta historia con el alcance que ellos querían y que la historia fuera tan grande como ellos aspiraban a que fuera". ". La película también se vio influenciada por las películas de Marvel Studios Los Vengadores, ya que los cineastas adoptaron un enfoque similar para que el público no familiarizado con la franquicia pudiera, no obstante, disfrutar de la historia de la película. De acuerdo con el guionista Marc Guggenheim, La producción inicial de la película tuvo lugar mientras el estudio trabajaba en Magos, lo que, en su opinión, dio tiempo a los productores para determinar cómo terminar la historia de la saga. Los guionistas incluyeron referencias del productor ejecutivo Guillermo del Toro Pacific Rim, aunque tuvieron mucho cuidado de no sobrecargar la película con easter eggs de Pacific Rim .
El 7 de agosto de 2020, se reveló que Netflix y DreamWorks Animation están desarrollando la película final de Cuentos de Arcadia, Trollhunters: El despertar de los titanes, con Johane Matte, Francisco Ruiz Velasco y Andrew Schmidt como directores, Guillermo del Toro, Marc Guggenheim y los Dan y Kevin Hageman escribiendo y produciendo la película, con Chad Hammes y el creador de Tales of Arcadia Guillermo del Toro como productores ejecutivos Emile Hirsch, Lexi Medrano, Charlie Saxton, Kelsey Grammer, Alfred Molina, Steven Yeun, Nick Frost, Colin O'Donoghue, Diego Luna, Tatiana Maslany, Cole Sand, Nick Offerman, Fred Tatasciore, Brian Blessed, Kay Bess, Piotr Michael, James Hong, Tom Kenny, Angel Lin, Amy Landecker, Jonathan Hyde, Bebe Wood, Laraine Newman, Grey Griffin, and Cheryl Hines fueron confirmados para formar parte del reparto de la película.

### Animación
La película fue producida con un presupuesto más alto que las entradas anteriores de la franquicia. Los cineastas eligieron comenzar la película con una secuencia de persecución a velocidad de autopista como una forma de mostrar el mayor presupuesto y la calidad de la animación a la audiencia. Según Guggenheim, los cineastas trataron a los titanes como personajes y entornos, debido a lo cual crearon un estilo híbrido de rodar escenas en las que se sentían como personajes o entornos en determinadas tomas.

### Música
Jeff Danna, quien previamente compuso 3Below yWizards, y Scott Kirkland compuso la partitura de la película. Dana y Kirkland compusieron nuevos temas exclusivos para la película, la cual incluía temas de las series de Cuentos de Arcadia.